# 9742 Worpswede
9742 Worpswede este un asteroid din centura principală de asteroizi.

## Descriere
9742 Worpswede este un asteroid din centura principală de asteroizi. A fost descoperit pe 26 noiembrie 1987 la Tautenburg de Freimut Börngen. El prezintă o orbită caracterizată de o semiaxă mare de 3,19 ua, o excentricitate de 0,11 și o înclinație de 4,6° în raport cu ecliptica.